# Гедеон (Губка)
Епи́скоп Гедео́н (в миру Василий Иванович Губка; 9 декабря 1962, селе Васлововцы, Заставновский район, Черновицкая область) — архиерей Русской православной церкви, епископ Выксунский и Павловский.

## Биография
Родился 9 декабря 1962 года в селе Васлововцы Заставновского района Черновицкой области в крестьянской семье Ивана Григорьевича и Марии Ифтемовны Губки. Всего в семье было семеро детей.
В 1978 года окончил Васлововскую восьмилетнюю школу. В 1980 года окончил Черновицкое техническое училище-2, где получил специальность монтажника атомных электростанций.
До призыва в армию работал на Молдавской ГРЭС, Чернобыльской и Ровенской атомных станциях.
Окончил школу рабочей молодёжи в Днестровске.
В 1981—1983 годы проходил службу в рядах Вооружённых сил в Германии.
Сразу после армии пытался поступить в Черновицкий медицинский институт. С января по июль 1984 года работал в средней школе № 30 города Черновцы.
В 1984 года поступил в Московскую Духовную Семинарию, во время обучения в которой в 1987 году принят в братию Троице-Сергиевой Лавры.
29 февраля 1988 года принимает монашество с именем Гедеон. Весной того же года, перед окончанием семинарии, был посвящён в диаконский сан.
В 1988 году окончил Московскую духовную семинарию и поступил в Московскую Духовную Академию.
В 1989—1993 годы по благословению наместника лавры нёс послушание преподавателя Закона Божия в Константиновском детском доме.
Уже с первых лет пребывания в семинарии начал изучать историю Православия на Буковине. Во время летних каникул старался использовать своё свободное время на поиски архивных документов и малоизвестных фактов по этой теме, которая стала главным предметом его исследований в Духовной Академии и после её окончания в 1992 году.
С сентября 1991 года по 2012 год несёт послушание настоятеля Пятницкого подворья Лавры.
С сентября 1993 года по 2012 год нес послушание директора Детской духовной певческой и воскресной школ.
С 1998 по 2011 год являлся главным редактором газеты «Пятницкое подворье».
В 1999—2006 года — директор Православной гимназии имени преподобного Сергия Радонежского.
С 2000 по 2006 год — главный редактор гимназического журнала «Фавор».
20 апреля 2001 года награждён правом ношения палицы (за понесённые труды настоятеля Пятницкого подворья, организацию и руководство сергиево-посадской Православной гимназией им. преп. Сергия Радонежского и воскресной и певческой школами при храме Св. вмчц. Параскевы Пятницы).
10 мая 2007 года в Московской духовной академии успешно защитил диссертацию «Подольные храмы Троице-Сергиевой Лавры (история, архитектура, святыни)» на соискание учёной степени кандидата богословия.
С 3 октября 2007 года — помощник наместника и благочинного по управлению скитами, подворьями, приписными монастырями и приписными храмами Свято-Троицкой Сергиевой Лавры.
С 2011 года по настоящее время является главным редактором журнала «Пятницкое подворье».

### Архиерейство
4 октября 2012 года решением Священного синода РПЦ избран епископом Георгиевским и Прасковейским
9 октября 2012 года в Донском ставропигиальном монастыре митрополитом Ставропольским и Невинномысским Кириллом возведён в сан архимандрита.
17 ноября 2012 года в крестовом храме Владимирской иконы Божией Матери в Патриаршей резиденции в Чистом переулке наречён во епископа Георгиевского и Прасковейского.
13 декабря 2012 года за Божественной литургией в Казанском соборе Ставрополя хиротонисан во епископа Георгиевского и Прасковейского. Хиротонию совершили: Патриарх Московский и всея Руси Кирилл, митрополит Саранский и Мордовский Варсонофий (Судаков), митрополит Волгоградский и Камышинский Герман (Тимофеев), митрополит Екатеринодарский и Кубанский Исидор (Кириченко), митрополит Ростовский и Новочеркасский Меркурий (Иванов), митрополит Челябинский и Златоустовский Феофан (Ашурков), митрополит Ставропольский и Невинномысский Кирилл (Покровский), архиепископ Астраханский и Енотаевский Иона (Карпухин), архиепископ Владикавказский и Махачкалинский Зосима (Остапенко), архиепископ Бакинский и Азербайджанский Александр (Ищеин), епископ Майкопский и Адыгейский Тихон (Лобковский), епископ Пятигорский и Черкесский Феофилакт (Курьянов), епископ Солнечногорский Сергий (Чашин), епископ Элистинский и Калмыцкий Зиновий (Корзинкин), епископ Ейский Герман (Камалов), епископ Шахтинский и Миллеровский Игнатий (Депутатов), епископ Волгодонский и Сальский Корнилий (Синяев); епископ Урюпинский и Новоаннинский Елисей (Фомкин).
24 октября 2024 года решением Священного синода РПЦ избран правящим архиереем Выксунской епархии.

## Награды
- Орден преподобного Серафима Саровского III степени (9 декабря 2022) — во внимание к архипастырским трудам и в связи со знаменательными личными датами[9].

## Список публикаций
- Православие на Буковине в период с 1873 по 1945 гг.. — Сергиев Посад: Троице-Сергиева Лавра, 1992. — 191 с.
- Православная церковь на Буковине в Молдовлахийский период (1402—1777). — Сергиев Посад, 1996;
- История Православной Церкви на Буковине в период вхождения Буковины в состав Австрийской империи (1777—1918 гг.). — Сергиев Посад, 1996. — 74 с.
- Краткая история подольных храмов. — Сергиев Посад, 2001. — 98 с.
- С глубокой скорбью извещаем Вас… — Сергиев Посад, 2001. — 74 с.
  - С глубокой скорбью извещаем Вас… Издание второе, исправленное и дополненное. — Сергиев Посад, 2006. — 114 с.
  - С глубокой скорбью извещаем Вас… Издание третье, исправленное и дополненное. — Сергиев Посад, 2011. — 256 с.
- Елена Чабан. Небесные колокола. — Сергиев Посад, 2004. — 72 с. (Перевод с украинского на русский).
- Летопись Пятницкого подворья Свято-Троицкой Сергиевой Лавры (1991—2006 гг.) Сергиев Посад, 2006. — 262 с.: ил.
- Буклет Пятницкого подворья Свято-Троицкой Сергиевой Лавры приуроченный к 15-летию открытия. Сергиев Посад, 2006. — 36.: ил.
- Подольные храмы Свято-Троицкой Сергиевой Лавры. — Сергиев Посад: Пятницкое Подворье [СТСЛ], 2007. — 228 с. — ISBN 5-9901210-1-0.
- «Благословляется быть…». — Сергиев Посад, Московская обл.: Пятницкое подворье, 2009. — 701 с. — ISBN 978-5-9901210-2-7.